# José Manuel Soares
José Manoel Soares Louro (30 de gener de 1908 - 24 d'octubre de 1931), conegut com a Pépe, fou un futbolista portuguès de la dècada de 1920.

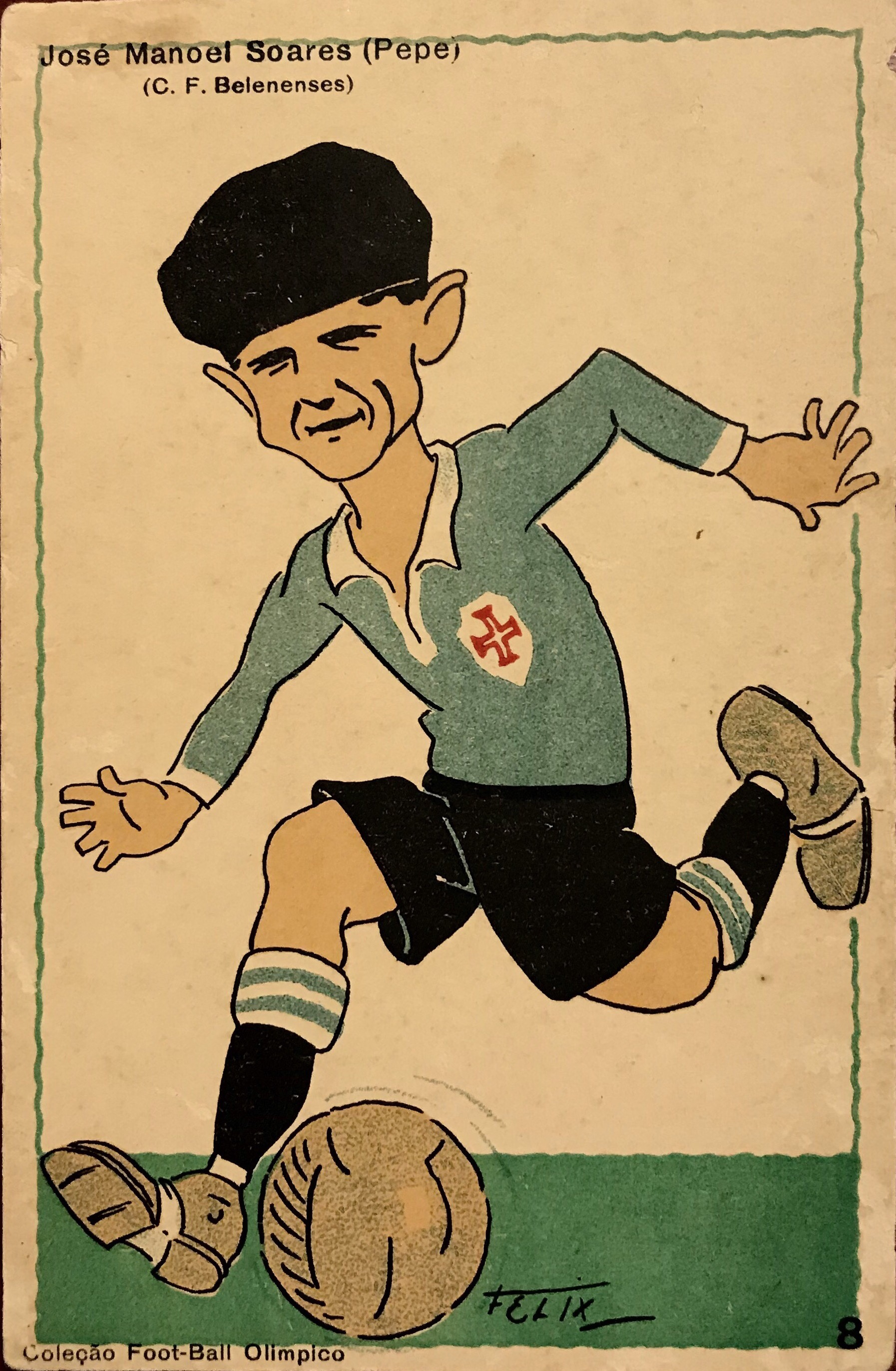
Caricatura de “Pépe” Soares.

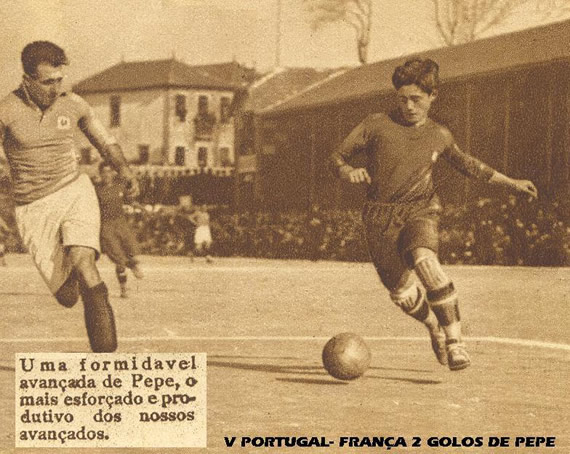
Debut internacional de Pépe davant França, Lisboa, 16 de març de 1927.

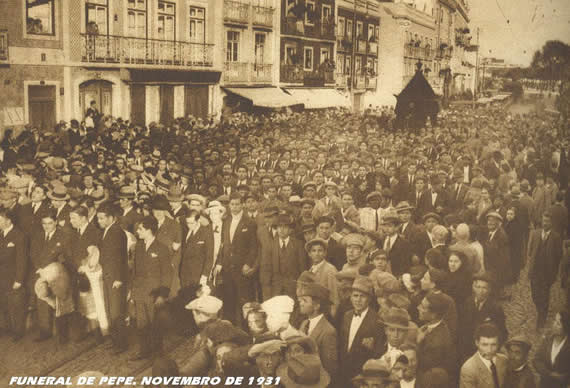
Funeral de Pépe el 1931.

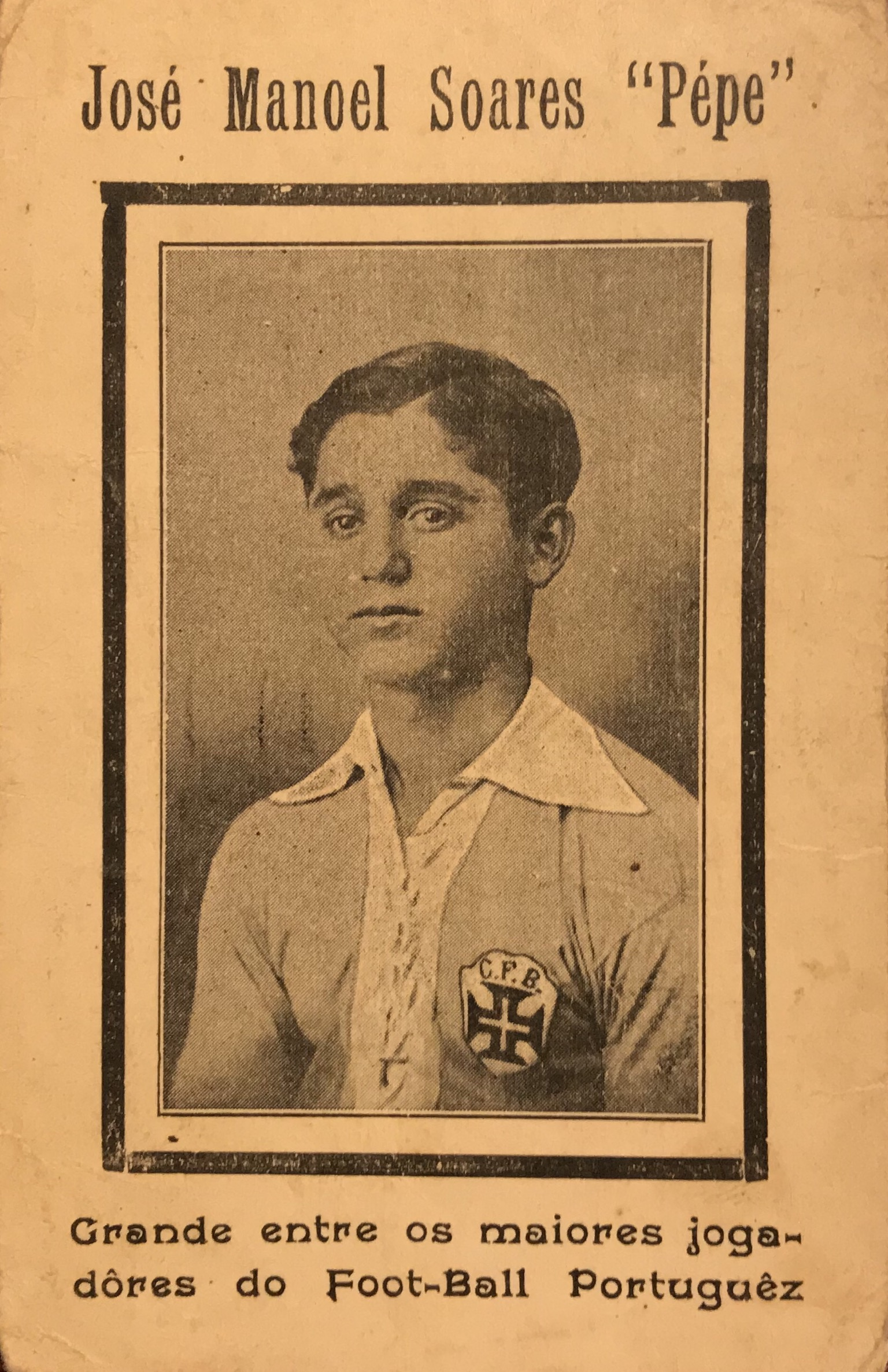
Postal de José Manoel Soares Pépe

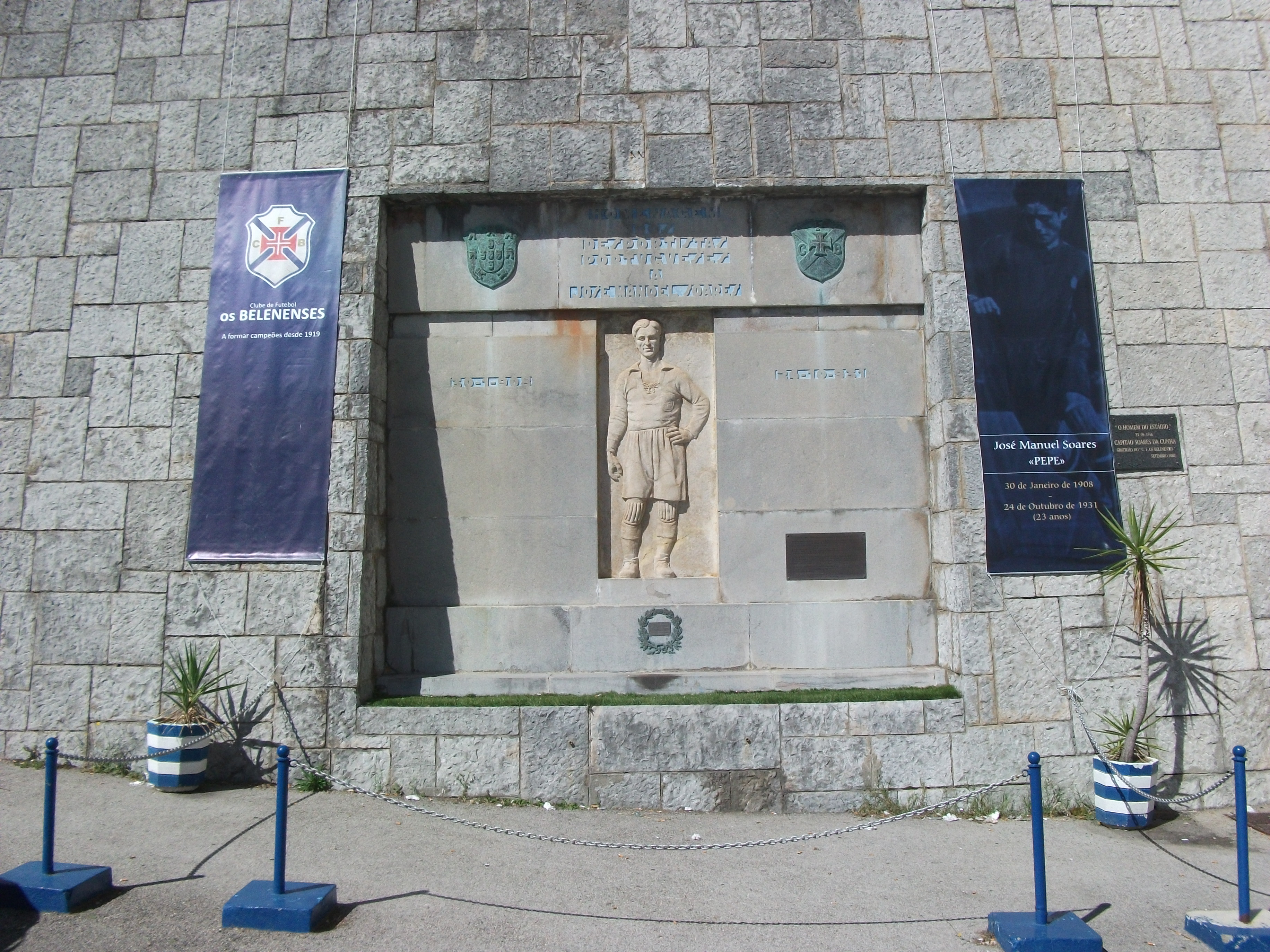
Estàtua de José Manoel Soares Pépe.

Fou 14 cops internacional amb la selecció portuguesa amb la qual participà en els jocs olímpics de 1928. Pel que fa a clubs, defensà els colors de CF Os Belenenses. Va morir molt jove amb 23 anys, sembla que per un menjar enverinat.